# 陰明門

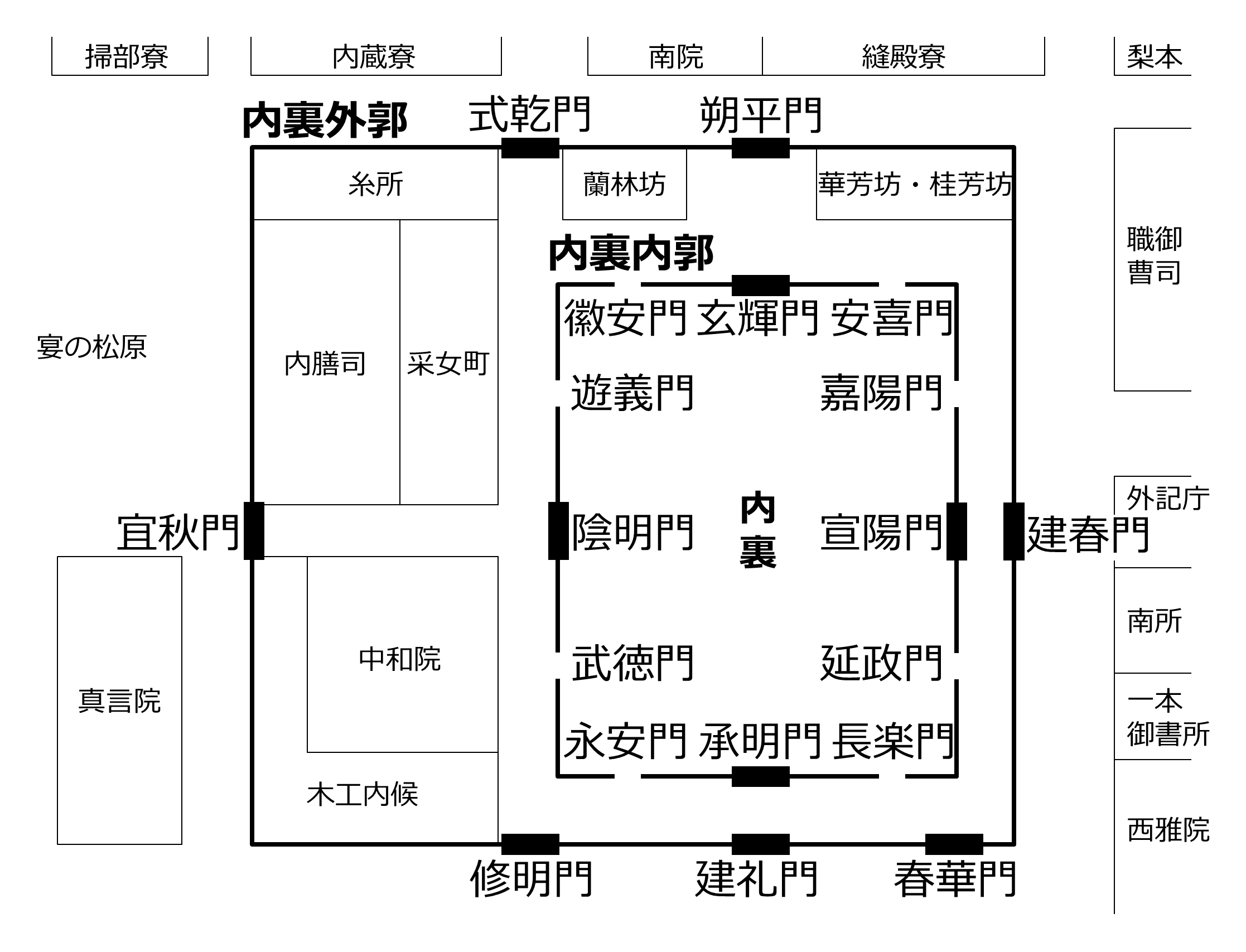
平安京内裏諸門図

陰明門（おんめいもん）は、平安京内裏の内郭門の1つである。「左右兵衛陣」「宮西面内門」とも。

## 概要
平安宮内裏内郭の西正面にあり、外郭の宜秋門と相対する。大きさは3間で東端に1段の石階段があった。北に遊義門、西に武徳門があり、これらを左右廂門といった。また、遊義門外に外進物所があった。
門外左右に南舎、北舎がある。門内北に右兵衛督宿所や蔵人頭宿所、南に右大将直廬がある。